# Наумчик Анатолій Степанович
Анатолій Степанович Наумчик (нар. 9 червня 1945; село Вівчицьк, Волинська область, УРСР — 30 квітня 2019, Львів) — український інженер-теплоенергетик. У 2005 році тимчасово очолював підприємство Західенерго.

## Біографія
Народився 9 червня 1945 року на Волині.
У 1963 році здобув середню освіту в Голобській середній школі.
З 1964 по 1969 рік навчався у Львівському політехнічному інституті (спеціальність — інженер-теплоенергетик).
У 1969—1982 роках працював на Бурштинській ТЕС, з 1982 по 1986 рік перебував у закордонному відряджені у Югославії.
У 1986 році — головний інженер Львівської теплоелектроцентралі.
Від 1992 року до пенсійного віку працював технічним директором та директором з виробництва підприємства «Західенерго».
У 2000 році виконував обов'язки голови правління компанії «Західенерго» після звільнення Ігоря Маковецького. З 2005 по 2013 рік — начальник відділу по зовнішнім зв'язкам Західної електроенергетичної системи.
Помер 30 квітня 2019 року у Львові.

## Особисте життя
Мати — Ніна Андріївна. Батько — Степан Михайлович, помер у 1951 році. Брат — Валентин Наумчик (1941—2015).

## Нагороди
- орден «За особисту мужність» — за ліквідування наслідків Спітакського землетрусу[5];
- нагрудний знак «Почесний енергетик України» (11 травня 2005)[6].